# Knud Axelsen
Knud Axelsen (født 29. juli 1938) er en tidligere dansk politiker, der fra 1986 til 1993 var borgmester i Helsingør Kommune, valgt for Socialdemokratiet. Han afløstes af den konservative Per Tærsbøl.
Axelsen er opvokset i Odder og Aarhus. Han var i sin ungdom sømand, Falck-redder og politimand. I Helsingør var han leder af den lokale afdeling af Fremmedpolitiet og PET.
Som 19-årig meldte Axelsen sig ind i Socialdemokratiet og blev i 1969 formand for den lokale partiforening; en post han bestred frem til 1975. I 1974 blev han desuden valgt ind i byrådet, og sad her frem til 1994. Ved partifællen Ove Thelins afgang som borgmester i 1986, blev Knud Axelsen valgt som byens nye borgmester. Ved valget i 1993 måtte Axelsen dog se sig slået af den konservative kandidat, Per Tærsbøl. Dermed mistede Socialdemokratiet magten i kommunen efter 75 år.